# The loner
The loner (Engels voor 'de einzelgänger') is een autobiografisch liedje van de Canadese singer-songwriter Neil Young. Oorspronkelijk is het een nummer van debuutalbum Neil Young, dat in november 1968 werd uitgegeven. Reprise Records gaf het liedje een maand later uit als eerste single van Young als soloartiest. Op de B-kant stond een liveopname van het liedje "Sugar mountain", dat op 9 november 1968 in het Canterbury House in Ann Arbor (Michigan) werd opgenomen en in 2008 verscheen op het livealbum Sugar mountain - Live at Canterbury House 1968. Beide liedjes stonden eveneens op het verzamelalbum Decade uit 1977. In 1980 bracht Young het nogmaals uit op een single, dit maal als liveversie.

## Uitgaven
Amerikaanse promo-uitgave, Reprise Records (0785)
A. "The loner" (3:05)
B. "Sugar mountain" (5:56)
Britse uitgave, Reprise Records (RS 23405)
A. "The loner" (3:05)
B. "Everybody knows this is nowhere" (2:26)

## Covers
- Three Dog Night op het album Three dog night (album) (1968)
- Stephen Stills op het album Illegal stills (1976)
- Henry Kaiser op het album Heart's desire (1990)
- Nils Lofgren op het album The loner - Nils sings Neil (2008)